# Crypsiphona eremnopis
Crypsiphona eremnopis là một loài bướm đêm trong họ Geometridae.